# Ботетур, Джон, 2-й барон Ботетур
Джон Ботетур (англ. John Botetourt; приблизительно 1318 — 4 апреля 1386) — английский аристократ, 2-й барон Ботетур с 1324 года, участник Столетней войны.

## Биография
Джон Ботетур принадлежал к землевладельческому роду из Норфолка. Его дед, тоже Джон (согласно одному источнику, признанному малодостоверным, внебрачный сын короля Эдуарда I), получил в 1305 году баронский титул. Джон-младший родился в семье Томаса Ботетура и Джоан де Сомери приблизительно в 1318 году. Его отец умер молодым в 1322 году, так что Джон ещё ребёнком наследовал деду (1324). В 1338 году он получил земли матери, в 1341 году принёс королю присягу за свои владения.
Ботетур участвовал в боевых действиях на континенте, где отличился храбростью. Он умер 4 апреля 1386 года.
Джон был женат дважды: на Мод де Грей (дочери Джона Грея из Ротерфилда) и Джойс ла Зуш (дочери Уильяма ла Зуша, 1-го барона Зуша из Мортимера, и Элис де Тосни). Второй брак был заключён до 31 мая 1347 года, в нём родились четверо детей:
- Джон (умер в 1369)[1];
- Элис, жена Джона Кириела[1];
- Джойс (умерла в 1420), жена сэра Бодуэна де Фревилла и сэра Адама Пешалла[4];
- Кэтрин, жена Мориса Беркли[4].

Единственный сын Джона умер при его жизни, оставив только дочь Джойс. Она стала 3-й баронессой Ботетур в своём праве (suo jure), вышла за Хью Бёрнелла, 2-го барона Бёрнелла, но детей не оставила. После её смерти в 1406 или 1407 году титул барона Ботетура перешёл в состояние неопределённости.